# BC Dinamo Tbilisi
BC Dinamo Tbilisi (Georgiano: საკალათბურთო კლუბი ,,დინამო’’) es un club de baloncesto profesional localizado en Tiflis, juega en la Georgian Super Liga. Es uno de los clubes de baloncesto más viejos y más exitoso de Georgia y la antigua URSS, habiendo ganado numerosos títulos nacionales y en 1962 la Copa de Europa. Los colores tradicionales del club son el azul y blanco, pero para razones de patrocinio, actualmente juegan con líneas naranjas y blancas (colores de Banco de Georgia).

## Historia
BC Dinamo fue creado en 1934 como la división de baloncesto del Dinamo (sociedad deportiva). Durante los años 50 y 60, fue uno de los equipos principales de la URSS. Durante este periodo, el club ganó los campeonatos de Liga soviéticos 4 veces, la copa soviética 3 veces, y acabado en posiciones de medalla (top 3) del campeonato de la liga otras 8 veces. 
En 1960, Dinamo logró la final de la Copa de Europa, donde derrotaron en dos partidos al ASK Riga. 2 años más tarde, una vez más lograron la final de esta competición, y en aquella ocasión, fueron coronados mejor equipo de Europa al derrotar al Real Madrid a un único partido jugado en Ginebra. El entrenador del club en aquel tiempo era el legendario Otar Korkia, quien ya fue jugador en años anteriores en el club, y estuvo votado como uno de los 50 jugadores más grandes de la FIBA en 1991. El Dinamo también logró llegar a la final de la Recopa de Europa de Baloncesto en 1969, donde fueron derrotados por el Slavia VŠ.
Dinamo se convirtió en los primeros ganadores de los campeonatos de Georgia independientes en 1991. En total, han ganado 4 títulos de Superliga, y una Copa Georgiana. El fracaso para atraer un patrocinio principal vio la lucha del club por un largo período en la década de los 2000. Aun así, el banco de Georgia se convirtió en el patrocinador del club en 2011, el cual permitió al equipo ser fortalecido con fichajes extranjeros, y objetivos más ambiciosos para ser establecidos para el futuro. El éxito finalmente se materializó en la temporada 2013/14, con Dinamo haciendo su primera aparición en la final de play-off por más de una década, y de ganar el título de una manera convincente.

## Honores

### URSS
- Campeonato de Baloncesto de la URSS
  - Ganadores (4): 1950, 1953, 1954, 1968
  - Subcampeones (4): 1947, 1960, 1961, 1969
  - 3.º sitio (4): 1948, 1952, 1965, 1977
- Copa de Baloncesto de la URSS
  - Ganadores (3): 1949, 1950, 1969

### Georgia
- Georgian Super liga
  - Ganadores (3): 1991, 1992, 2003, 2014
- Copa Georgiana
  - Ganadores (1): 2004

### Europa
- Copa de Europa
  - Ganadores (1):  1962.
  - Subcampeones (1): 1960
- Recopa de Europa de Baloncesto
  - Subcampeones (1): 1969